# Željezov(III) hidroksid
Željezov(III) hidroksid (Fe(OH)3, močvarna ruda, limonit) se taloži (s promjenjivim količinama apsorbirane vode) kao crvenosmeđi hladetinasti talog kad se otopini soli trovalentnog željeza doda lužina. Analogno, će se taložiti iz otopina željezovih(III) soli kad ih se zaluži, ali to zapravo neće biti hidroksid nego hidratizirani oksid (npr. Fe2O3(H2O)). Tako je formulu željezova(III) hidroksida, Fe(OH)3, ispravnije napisati kao Fe2O3 x H2O.

## Svojstva i osobine
Na zraku prelazi u smeđu boju.

Skoro je nepostojan, a u prirodi dolazi u raznim količinama vode. Sastojina je različitih minerala i stijena; hidrohematit, turgit, limonit, ksantosiderit, getit, stilpnosiderit, oker, lepidokrokit.
Hidroksid željezovog(III) iona /Fe3+/ (OH-):
1.

Jaka lužina (NaOH, KOH) taloži koloidni crvenosmeđi koloidni crvenosmeđi talog koji je topljiv u kiselini:
Fe3+ + 3 OH- <--> Fe(OH)3
Fe(OH)3 + 3 HCl --> FeCl3 + 3 H2O
2.

Slaba lužina (otopina amonijaka) taloži crvenosmeđi talog, koji se taloži u prisutnosti amonijevih soli za razliku od Fe2+ iona:
Fe3+ + 3 OH- <--> Fe(OH)3